# 阿拉伯管竺鯛
阿拉伯管竺鯛（學名：Siphamia arabica），又稱阿拉伯管天竺鯛，為輻鰭魚綱鈎頭魚目天竺鯛科管竺鯛屬下的一個種，分布於西印度洋阿曼灣沿海海域，深度3至16公尺，本魚體橢圓，高而側扁，頭大、眼大、口大且斜裂，頜齒細小，鋤骨和腭骨通常具齒，舌上無齒，前鰓蓋骨邊緣具鋸齒，體被弱櫛鱗，體褐色，體側有黑色斑點和斑塊呈斑駁狀，魚鰭橙色，背鰭2個，尾鰭叉形，體長可達3.4公分，棲息珊瑚礁區，常躲在海膽刺中，夜間活動，屬肉食性，繁殖期時，雄魚具有口孵習性，卵約7日化成仔魚，由雄魚吐出，具短暫的仔魚飄浮期，生活習性不明。